# Aldo Pigorini
Aldo „Pigora“ Pigorini (* 3. Oktober 1907 in Novate Milanese; † 26. Juli 1937 in Rom) war ein italienischer Motorradrennfahrer.

## Karriere
Aldo, genannt „Pigora“, Pigorini begann seine Rennfahrerkarriere bereits in jungen Jahren an der Seite seines Freundes Giordano Aldrighetti. 1929 gewann er das Rennen Circuito del Monferrato auf einer 350er Nagas & Ray. Pigorini pilotierte in den Folgejahren viele verschiedene Maschinen, darunter eine Frera und eine Velocette KTT MkIII, auf der er 1931 beim XI. Circuito del Lario auf der Strecke Asso–Guello–Onno am Comer See seinen ersten großen Sieg einfuhr.
Für die folgende Saison wurde Pigorini für die neu geschaffene Motorrad-Abteilung der Scuderia Ferrari verpflichtet, die Enzo Ferrari von 1932 bis 1934 mit Bianchi-, Norton und Rudge-Maschinen betrieb. Aldo Pigorini wurde zusammen mit seinem Freund Aldrighetti erfolgreichster Fahrer des Rennstalls. 1932 belegte er bei der 14. Internationalen Sechstagefahrt in Meran mit dem italienischen Team und seinen Mitstreitern Giordano Aldrighetti und Silvio Vailati Rang zwei in der Silbervase-Wertung.
Im Jahr 1933 siegte Aldo Pigorini auf einer 500-cm³-Bianchi bei der IX. Raid Nord-Sud / II. Coppa Mussolini, dem Nonstop-Rennen von Mailand nach Neapel. Der Italiener benötigte bei regnerischen Wetterverhältnissen etwa neuneinviertel Stunden und siegte mit einer Durchschnittsgeschwindigkeit von 96 km/h. Außerdem wurde er zusammen mit Giordano Aldrighetti und Terzo Bandini auf Bianchi Dritter in der Trophy-Wertung der 15. Internationalen Sechstagefahrt in Llandrindod Wells (Wales).
1934 gewann Pigorini auf einer Rudge der Scuderia neun von zehn Rennen in der 350er-Klasse der Italienischen Straßenmeisterschaft, darunter auch den prestigereichen 1. Großen Preis von Italien auf der Pista del Littorio in Rom, und krönte sich zum Italienischen Meister in dieser Hubraumkategorie.
Nach dem Ende der Motorradsportaktivitäten bei Ferrari zum Ende der Saison 1934 wechselte Aldo Pigorini zu Moto Guzzi, wo er einer der ersten Werksfahrer in der Geschichte des Herstellers wurde. In seiner ersten Saison für das Team aus Mandello del Lario trat Pigorini vordergründig in der 250-cm³-Klasse an. Er gewann seine zweite Italienische Meisterschaft und siegte dabei unter anderem bei den Läufen auf dem Autodromo della Mellaha im libyschen Tripolis, im Parco Reale von Monza und beim Circuito del Lario. Eines seiner größten Rennen absolvierte Aldo Pigorini bei der Coppa del Mare auf der berühmten Circuito di Montenero bei Livorno, auf dem auch die Coppa Ciano für Automobile ausgetragen wurde. Der Italiener gewann die 250er-Klasse mit 6:28 Minuten Vorsprung vor seinen Teamkollegen Riccardo Brusi und Mario Ghersi. Im Rennen ließ er mit seiner 250-cm³-Maschine alle 350er-Fahrer und den größten Teil des 500er-Feldes hinter sich.
Trotz eines weiteren 250-cm³-Sieges in Livorno verlief die 1936er-Saison weniger erfolgreich für Aldo Pigorini. Nachdem Moto Guzzi für 1937 einen neuen Zweizylinder entwickelt hatte, gehörte Pigorini wieder zu den Spitzenfahrern. Er wurde Zweiter beim über knapp 1300 km langen Straßenrennen I. Milano-Taranto / VI. Coppa Mussolini von Mailand nach Tarent, siegte danach beim Circuito della Superba in Genua und wurde Zweiter beim internationalen Rennen in Genf (Schweiz).
Zum am 25. Juli 1937 ausgetragenen Gran Premio Roma kam Aldo Pigorini als Führender in der Viertelliterwertung der italienischen Meisterschaft. In diesem letzten Rennen der Saison kam er schlecht vom Start weg, holte die Spitzengruppe aber schnell wieder ein und kämpfte viele Runden lang mit Guglielmo Sandri um die Führung. In der 60. Runde verlor Pigorini in der schnellen Bergab-Sektion der Viale Parioli die Kontrolle über seine Maschine, wurde vom Motorrad geschleudert und schlug auf der Strecke auf. Am folgenden Tag erlag er im Policlinico Umberto I in Rom im Alter von 29 Jahren seinen schweren Verletzungen.

## Erfolge
- 1934 – Italienischer 350-cm³-Meister auf Rudge
- 1935 – Italienischer 250-cm³-Meister mit Moto Guzzi Corse

## Verweise